# Comuna Lozove, Cernivți
Lozove (în ucraineană Лозове) este o comună în raionul Cernivți, regiunea Vinnița, Ucraina, formată din satele Kosî, Lozove (reședința) și Skalopil.

## Demografie
Componența lingvistică a satului Lozove
     Ucraineană (98,8%)
     Rusă (1,1%)
     Alte limbi (0,1%)
Conform recensământului din 2001, majoritatea populației satului Lozove era vorbitoare de ucraineană (98,8%), existând în minoritate și vorbitori de rusă (1,1%).